# Db クリフォード
db クリフォード（db Clifford、1980年 - ）は、フランスのポップシンガーソングライター。

## 来歴
フランス人の父とイギリス人の母を持つ。
幼少期より音楽に囲まれて育った彼は才能に恵まれ有名音楽学校CIAMスクール・オブ・ミュージック卒業。暫くはイギリスにて活動していたが、その後カナダのブリティッシｭ・コロムビア州ビクトリアへ移住した。しかし母の死を経験したことで己の人生を見つめ直す事により音楽に対する、「音楽こそが自分を表現する全て」であるという観念を持つようになり、この時より作詞作曲は勿論、楽器演奏、プロデュース、レコーディングなど全ての作業を自分でこなすようになる。やがて2006年にレコード会社と契約、2007年5月にSONYBMG CANADAよりデビューを果たし前述のアルバム「Recyclable」の発売に至る。
デビューアルバムの発売はUKやフランスに先駆けて日本であった。これは本人の希望であるという。現在はトロントに拠点を移し活動中。

## 楽曲
多くのミュージシャンに感銘し尊敬しているというdbは己の音楽を「ビートルズの曲をスティービー・ワンダーとジャミロクワイがプレイしている」と語っており、ポップ感、ジャズ性を併せ持った楽曲が多いのが特徴。またその影響は楽曲だけでなくプロモーションビデオ、社会性を含んだ歌詞にも如実に表れている。複雑なビートやコードを使わずあえて大衆に親しまれているポップ・ミュージックを選んでいるという。
ポップナンバーにアレンジを加えてジャズ風味にするなど、ポップミュージシャンとしてでなくジャズミュージシャンとしての側面を持つアーティストであると評価されている。

## アルバム
- 「Recyclable」(2007年9月26日発売)
- 「Feet Above the Ground」(2011年4月20日発売) MP3 アルバム

## 来日公演
- 2007年：10月3日　代官山UNIT